# Axel Juul Larsen
Axel Valdemar Juul Larsen (* 18. August 2004 in Kopenhagen) ist ein dänischer Volleyballnationalspieler.

## Karriere
Larsen begann seine Karriere im Alter von sieben Jahren bei Amager VK. 2023 spielte der Diagonalangreifer mit der dänischen Nationalmannschaft in der Volleyball-Europaliga und in der EM-Qualifikation. In der Saison 2023/24 erreichte er mit Amager den fünften Platz in der nationalen Liga. Danach wechselte er zum deutschen Bundesligisten SVG Lüneburg. 2024/25 verloren die Lüneburger im DVV-Pokal-Viertelfinale gegen die Berlin Recycling Volleys, bevor sie denselben Gegner in der Playoff-Runde der Champions League besiegte und ins Viertelfinale kam. Im Playoff-Finale unterlagen sie den BR Volleys wiederum und wurden Vizemeister. Auch 2025/26 spielt Larsen für Lüneburg.